# Обухов Петро Геннадійович
Петро́ Генна́дійович О́бухов (10 липня 1984, Одеса, Українська РСР, СРСР) — український політичний та громадський діяч, підприємець, програміст, урбаніст та відеоблогер. Член політичної партії «Європейська Солідарність», депутат Одеської міської ради та голова Комісії з питань транспорту і дорожнього господарства.

## Біографія
Народився та виріс в Одесі 10 липня 1984 року. Батьки працювали на заводі «Мікрон», мати була програмістом, а батько — електронником. Згодом батько помер у 1996 році, коли Петру було 12 років, а після розвалу заводу мати пішла працювати вчителем до школи № 59. У шкільні та студентські роки він брав активну участь в олімпіадах з інформатики та програмування.
2004 рік — він переміг на Всеукраїнській олімпіаді з інформатики.
2006 рік — закінчив механіко-математичний факультет ОНУ ім І. І. Мечникова з дипломом магістра прикладної математики.
2008 рік — заснував інтернет-видання «Думська».
У 2008 році брав участь у виправленні масових помилок у нових тарифах на квартплату. Він написав програму, яка шукала помилки у розрахунках. Це дозволило зменшити тариф майже для тисячі одеських будинків.
У 2010 році балотувався до Одеської обласної ради за списками Партії регіонів. Тоді не пройшов до ради. Однак у листопаді 2014 року став депутатом, після того як обраний за квотою Партії регіонів депутат Ігор Мітрошкін склав із себе повноваження. Вступив в депутатьску групу «За Одещину».
У 2012 року створив таксі «Бонд».
У 2011 році брав участь у важливих журналістських розслідуваннях: передачі 46 соток у Відраді Костусєвим, приватизації Одеського аеропорту та інших.
У 2015 році був членом Конгресу регіональної влади Ради Європи у Страсбурзі. В обласній раді допомагав запроваджувати онлайн-трансляції засідань та публікації поіменних результатів голосувань. Вигадав роздавати проекти рішень в електронному вигляді для економії паперу. Створив проект енергомоніторингу будівель бюджетної сфери, який згодом допоміг школам заощадити на опаленні.
З 2017 року у складі робочих груп займався питанням безпеки дорожнього руху.
У 2020 році став членом штабу “протидії епідемії коронавірусу COVID-19. У тому ж році створив проект «Солідарність», за допомогою якого під час карантину волонтери знаходили нужденних людей та доставляли їм додому продукти.
Брав участь на місцевих виборах 2020 року міського голови та посів 3 місце (11,26 %). У першому турі він отримав підтримку директора Одеського художнього музею Олександра Ройтбурда, а також П'ятого президента України Петра Порошенка. Після виборів став депутатом Одеської міської ради. У грудні 2020 року став головою Комісії з питань транспорту та дорожнього господарства Одеської міськради.

## Обрання депутатом до Одеської міської ради
21 вересня 2020 року в Одесі відбулася конференція одеського осередку партії «Європейська Солідарність», яку на той час очолював Обухов. Тоді політична сила висунула своїх кандидатів на місцеві вибори 25 жовтня. У кандидати на посаду мера Одеси партія висунула підприємця та активіста Петра Обухова. Деякі люди присутні як у списку кандидатів до міської, так і до обласної ради.
Обухов посів третє місце у першому турі на виборах міського голови Одеси. За нього проголосували 23 тисячі 257 виборців. Основними опонентами Обухова були Геннадій Труханов, який балотувався від партії «Довіряй ділам» та колишній член «Партії регіонів» Микола Скорик. Обраний депутатом Одеської міської ради.
Перший тур
| Кандидат                                  | %       | Голосів |
| ----------------------------------------- | ------- | ------- |
| 1. Геннадій Труханов («Довіряй Ділам»)    | 37,54 % | 77 518  |
| 2. Микола Скорик («ОПЗЖ»)                 | 19,06 % | 39 351  |
| 3. Петро Обухов («ЄС»)                    | 11,26 % | 23 257  |
| 4. Олег Філімонов («Слуга народу»)        | 9,87 %  | 20 388  |
| 5. Сергій Ківалов («Морська партія»)      | 6,06 %  | 12 516  |
| 6. Євген Червоненко («Наш край»)          | 3,69 %  | 7 614   |
| 7. Сергій Калинчук («За майбутнє»)        | 2,93 %  | 6 049   |
| 8. Едуард Гурвіц («Блок Едуарда Гурвіца») | 2,34 %  | 4 832   |

## Політична діяльність
У міськраді був обраний головою депутатської комісії з питань транспорту та дорожнього господарства. Він ініціював ряд проектів, спрямованих на модернізацію транспортної системи міста, включаючи створення пішохідного центру Одеси у 2021 році, впровадження системи оплати проїзду в трамваях і тролейбусах за допомогою QR-кодів ПриватБанку, реформу системи паркування в місті з оплатою через QR-коди, створення велосмуг на вулицях міста, велодоріжок на вулиці Черняховського, зміну схеми руху на 5-ій станції Фонтану та інші покращення дорожнього руху.
Після повномасштабного вторгнення 24 лютого він залишився в Одесі, де взяв участь у роботі гуманітарного волонтерського центру. За допомогою програмістів з таксі «Бонд» було швидко розроблено облікову онлайн-систему для волонтерських центрів, яка використовується багатьма з них. Згодом в систему була додана функція обліку допомоги, яку отримують одесити та біженці в більш ніж 25 місцях в Одесі. Це допомагає уникнути дублювання допомоги та забезпечує звітність перед донорами.
Він також ініціював процес дерусифікації назв вулиць в Одесі, створивши список з більш ніж 200 російських та радянських назв, які не мають відношення до історії міста. Він запропонував історико-топонімічній комісії варіанти перейменувань. Він також ініціював прибирання пам’ятника Катерині II з площі в центрі міста, а також пам’ятника Олександру Суворову.